# Rimont
Rimont est une commune française située dans l'ouest du département de l'Ariège, en région Occitanie. Sur le plan historique et culturel, la commune fait partie du Couserans, pays aux racines gasconnes structuré par le cours du Salat.
Exposée à un climat océanique altéré, elle est drainée par le Baup, le Pujol, le ruisseau paleté et par divers autres petits cours d'eau. Incluse dans le parc naturel régional des Pyrénées ariégeoises.
Rimont est une commune rurale qui compte 542 habitants en 2022, après avoir connu un pic de population de 2 488 habitants en 1836. Elle fait partie de l'aire d'attraction de Saint-Girons. Ses habitants sont appelés les Rimontais ou Rimontaises.

## Géographie

### Localisation
Le village est situé sur une colline et longé par la RD 117. Le territoire communal s'étend des bords du massif du Plantaurel au nord et s'élève au sud dans le massif de l'Arize jusqu'à la forêt de Fachan, au niveau du col de Rille (situé sur la commune d'Esplas-de-Sérou). La commune fait partie de la communauté de communes Couserans - Pyrénées et du parc naturel régional des Pyrénées ariégeoises.

### Communes limitrophes
| Rimont est limitrophe de six autres communes. Les communes limitrophes sont Castelnau-Durban, Clermont, Esplas-de-Sérou, Lescure, Montseron et Rivèrenert. Les limites communales de Rimont et celles de ses communes adjacentes. \| \| Clermont \| Montseron \| \| Lescure \| Rimont \| Castelnau-Durban \| \| \| Rivèrenert \| Esplas-de-Sérou \| |            |                  |
| | Clermont   | Montseron        |
| Lescure | Rimont     | Castelnau-Durban |
| | Rivèrenert | Esplas-de-Sérou  |

### Géologie et relief
La commune est située dans les Pyrénées, une chaîne montagneuse jeune, érigée durant l'ère tertiaire (il y a 40 millions d'années environ), en même temps que les Alpes. Les terrains affleurants sur le territoire communal sont constitués de roches sédimentaires datant pour certaines du Mésozoïque, anciennement appelé Ère secondaire, qui s'étend de −252,2 à −66,0 Ma, et pour d'autres du Paléozoïque, une ère géologique qui s'étend de −541 à −252,2 Ma. La structure détaillée des couches affleurantes est décrite dans les feuilles « n°1056 - Le Mas d'Azil » et « n°1074 - Saint-Girons » de la carte géologique harmonisée au 1/50 000ème du département de l'Ariège, et leurs notices associées,.
La superficie cadastrale de la commune publiée par l’Insee, qui sert de références dans toutes les statistiques, est de 28,4 km2,. La superficie géographique, issue de la BD Topo, composante du Référentiel à grande échelle produit par l'IGN, est quant à elle de 29,08 km2. Son relief est particulièrement escarpé puisque la dénivelée maximale atteint 673 mètres. L'altitude du territoire varie entre 386 m et 1 059 m.
La superficie de la commune est de 2 840 hectares ; son altitude varie de 386  à   1 059 mètres.

### Hydrographie

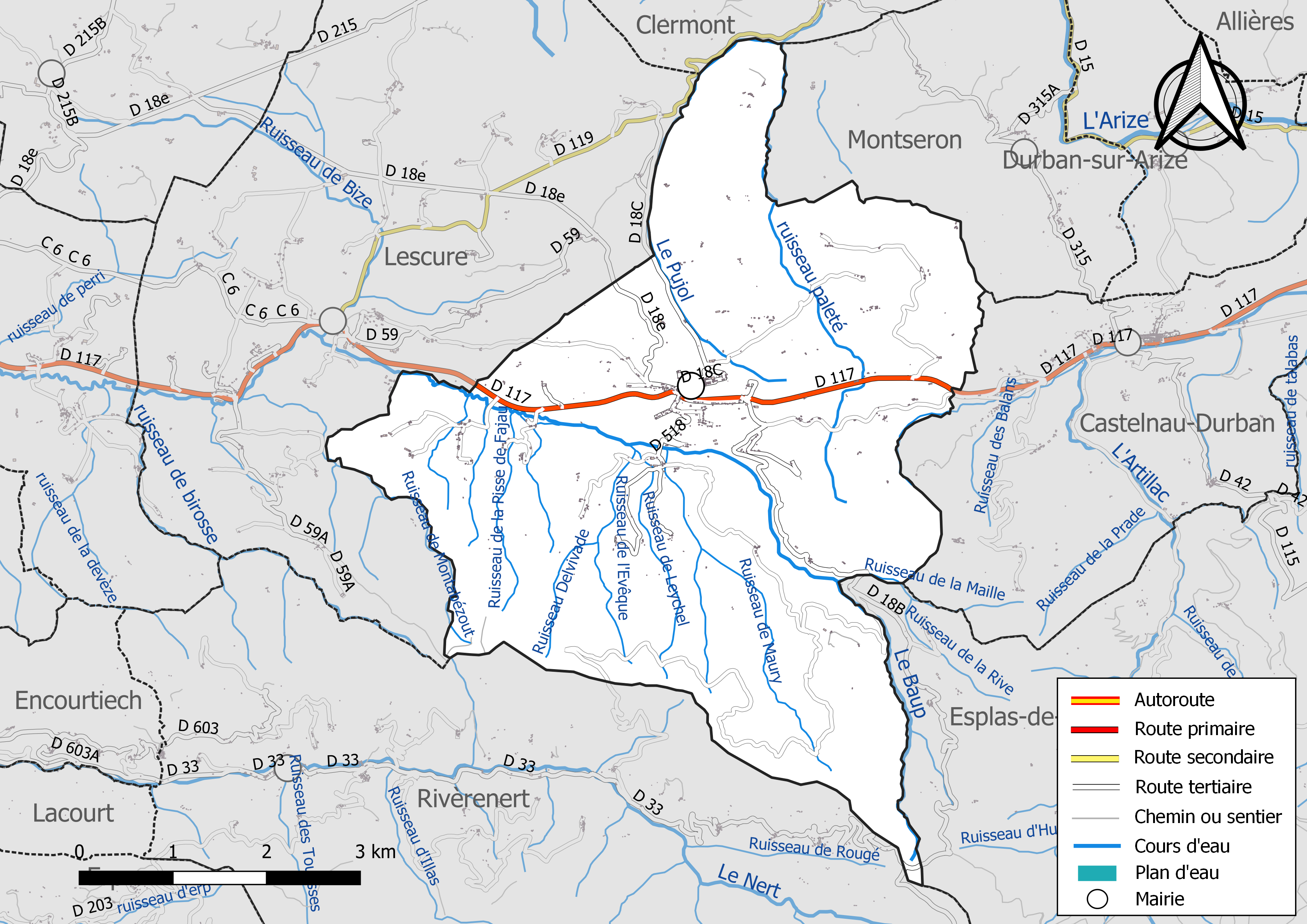
Réseaux hydrographique et routier de Rimont.

La commune est dans le bassin versant de la Garonne, au sein du bassin hydrographique Adour-Garonne. Elle est drainée par le Baup, le Pujol, le ruisseau paleté, un bras du Ruisseau le Baup, le ruisseau de la Maille, le ruisseau de la Pisse de Fajau, le ruisseau de l'Evêque, le ruisseau de Leychel, le ruisseau Delvivade, le ruisseau de Maury, le ruisseau de Montabézout, le ruisseau des Malaises et par divers petits cours d'eau, constituant un réseau hydrographique de 39 km de longueur totale,.
Le Baup, d'une longueur totale de 20,1 km, prend sa source dans la commune de Rimont et s'écoule d'est en ouest. Il traverse la commune et se jette dans le Salat à Saint-Lizier, après avoir traversé 6 communes.

### Climat
Pour des articles plus généraux, voir Climat de l'Occitanie et Climat de l'Ariège.
En 2010, le climat de la commune est de type climat océanique altéré, selon une étude s'appuyant sur une série de données couvrant la période 1971-2000. En 2020, Météo-France publie une typologie des climats de la France métropolitaine dans laquelle la commune est exposée à un climat de montagne et est dans la région climatique Pyrénées centrales, caractérisée par une pluviométrie annuelle de 1 000 à 1 200 mm.
Pour la période 1971-2000, la température annuelle moyenne est de 11,5 °C, avec une amplitude thermique annuelle de 15,1 °C. Le cumul annuel moyen de précipitations est de 989 mm, avec 9,7 jours de précipitations en janvier et 7,1 jours en juillet. Pour la période 1991-2020, la température moyenne annuelle observée sur la station météorologique la plus proche, située sur la commune de La Bastide-de-Sérou à 12 km à vol d'oiseau, est de 11,9 °C et le cumul annuel moyen de précipitations est de 1 091,0 mm,. Pour l'avenir, les paramètres climatiques de la commune estimés pour 2050 selon différents scénarios d'émission de gaz à effet de serre sont consultables sur un site dédié publié par Météo-France en novembre 2022.

## Urbanisme

### Typologie
Au 1er janvier 2024, Rimont est catégorisée commune rurale à habitat très dispersé, selon la nouvelle grille communale de densité à 7 niveaux définie par l'Insee en 2022.
Elle est située hors unité urbaine. Par ailleurs la commune fait partie de l'aire d'attraction de Saint-Girons, dont elle est une commune de la couronne,. Cette aire, qui regroupe 70 communes, est catégorisée dans les aires de moins de 50 000 habitants,.

### Occupation des sols

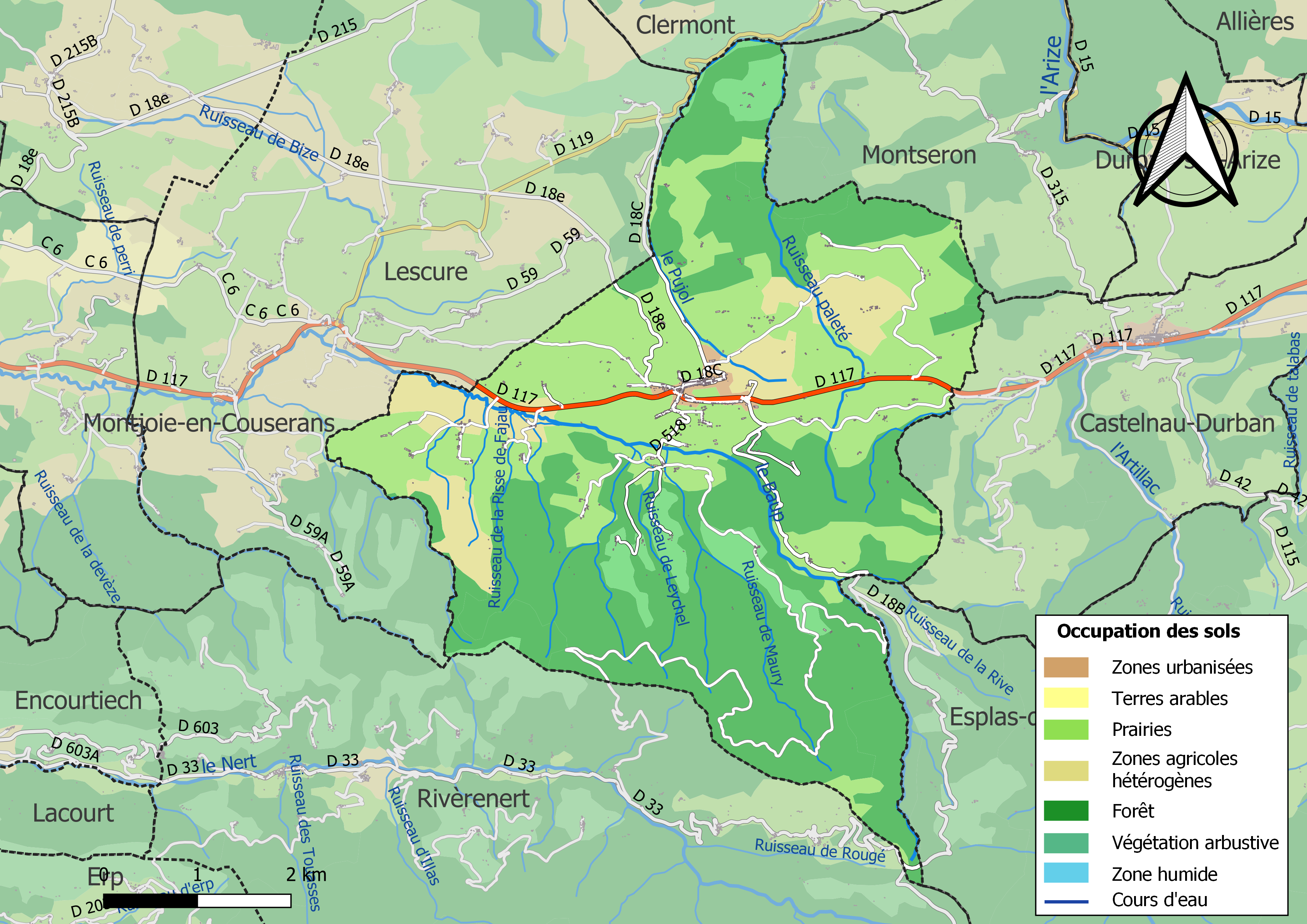
Carte des infrastructures et de l'occupation des sols de la commune en 2018 (CLC).

L'occupation des sols de la commune, telle qu'elle ressort de la base de données européenne d’occupation biophysique des sols Corine Land Cover (CLC), est marquée par l'importance des forêts et milieux semi-naturels (54,2 % en 2018), en diminution par rapport à 1990 (58,5 %). La répartition détaillée en 2018 est la suivante : 
forêts (49,2 %), prairies (36,2 %), zones agricoles hétérogènes (8,4 %), milieux à végétation arbustive et/ou herbacée (5 %), zones urbanisées (1,2 %). L'évolution de l’occupation des sols de la commune et de ses infrastructures peut être observée sur les différentes représentations cartographiques du territoire : la carte de Cassini (XVIIIe siècle), la carte d'état-major (1820-1866) et les cartes ou photos aériennes de l'IGN pour la période actuelle (1950 à aujourd'hui).

### Hameaux
Combelongue, Bartolle, Calibère, Grious, Grillou, La Serre, Pladellac, Micassou, Bastard, les Milles, Maneyre, Fajaou, Brouilh, Pujol, Sargoueil, Terrac, Pondeau....

### Habitat et logement
En 2018, le nombre total de logements dans la commune était de 369, alors qu'il était de 362 en 2013 et de 339 en 2008.
Parmi ces logements, 70,9 % étaient des résidences principales, 20,8 % des résidences secondaires et 8,3 % des logements vacants. Ces logements étaient pour 93,8 % d'entre eux des maisons individuelles et pour 4,9 % des appartements.
Le tableau ci-dessous présente la typologie des logements à Rimont en 2018 en comparaison avec celle de l'Ariège et de la France entière. Une caractéristique marquante du parc de logements est ainsi une proportion de résidences secondaires et logements occasionnels (20,8 %) inférieure à celle du département (24,6 %) mais supérieure à celle de la France entière (9,7 %). Concernant le statut d'occupation de ces logements, 78,2 % des habitants de la commune sont propriétaires de leur logement (77,1 % en 2013), contre 66,3 % pour l'Ariège et 57,5 % pour la France entière.
| Typologie                                               | Rimont | Ariège | France entière |
| ------------------------------------------------------- | ------ | ------ | -------------- |
| Résidences principales (en %)                           | 70,9   | 65,7   | 82,1           |
| Résidences secondaires et logements occasionnels (en %) | 20,8   | 24,6   | 9,7            |
| Logements vacants (en %)                                | 8,3    | 9,7    | 8,2            |

### Voies de communication et transports
Accès avec la route départementale D 117 ancienne route nationale 117. La ligne d'autobus de Foix à Saint-Girons financée par le département marque un arrêt à Rimont. Les cyclistes entraînés empruntent la voie verte pour se rendre à Saint-Girons ou à Foix.

### Risques majeurs
Le territoire de la commune de Rimont est vulnérable à différents aléas naturels : inondations, climatiques (grand froid ou canicule), feux de forêts, mouvements de terrains et séisme (sismicité modérée). Il est également exposé à un risque technologique,  le transport de matières dangereuses,.

#### Risques naturels

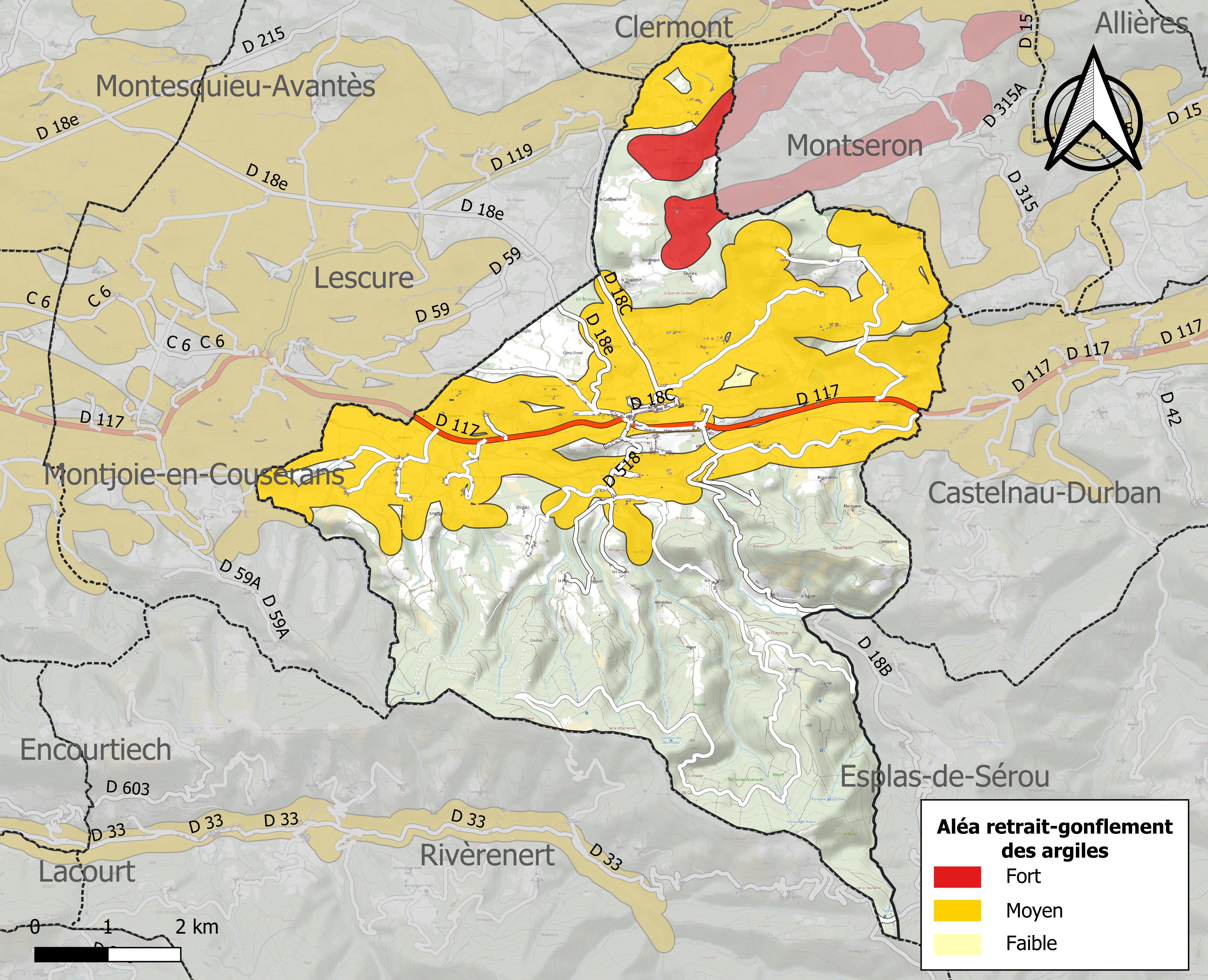
Zonage de l'aléa retrait-gonflement des argiles sur la commune de Rimont.

Certaines parties du territoire communal sont susceptibles d’être affectées par le risque d’inondation par débordement, crue torrentielle d'un cours d'eau, ou ruissellement d'un versant.
Les mouvements de terrains susceptibles de se produire sur la commune sont soit des chutes de blocs, soit des glissements de terrains, soit des effondrements liés à des cavités souterraines, soit des mouvements liés au retrait-gonflement des argiles. Près de 50 % de la superficie du département est concernée par l'aléa retrait-gonflement des argiles, dont la commune de Rimont. L'inventaire national des cavités souterraines permet par ailleurs de localiser celles situées sur la commune.

#### Risques technologiques
Le risque de transport de matières dangereuses par une infrastructure routière ou ferroviaire ou par une canalisation de transport de gaz concerne la commune. Un accident se produisant sur une telle infrastructure est en effet susceptible d’avoir des effets graves au bâti ou aux personnes jusqu’à 350 m, selon la nature du matériau transporté. Des dispositions d’urbanisme peuvent être préconisées en conséquence.

## Toponymie
Deux hypothèses étymologiques pour Rimont : soit le mont riant, soit le ruisseau venant de la montagne riu - mont. La situation de la bastide bâtie sur la colline encourage la première hypothèse.

## Histoire
Des amphores gallo-romaines, des pièces de monnaie de l'époque de Charlemagne et la longue histoire de l'abbaye de Combelongue fondée en 1138, confirment l'ancienneté du site.
Eustache de Beaumarchais, sénéchal de Toulouse, fonde la bastide de Rimont en 1272 pour le compte du roi, en contrat de paréage avec l'abbé de l'abbaye de Combelongue. L'église du village fut aussi construite en 1272. En 1769 est lancée la construction du clocher. L'horloge et les fresques intérieures datent en revanche du XIXe siècle.
En 1903, la commune sera desservie par le chemin de fer de Foix à Saint-Girons.

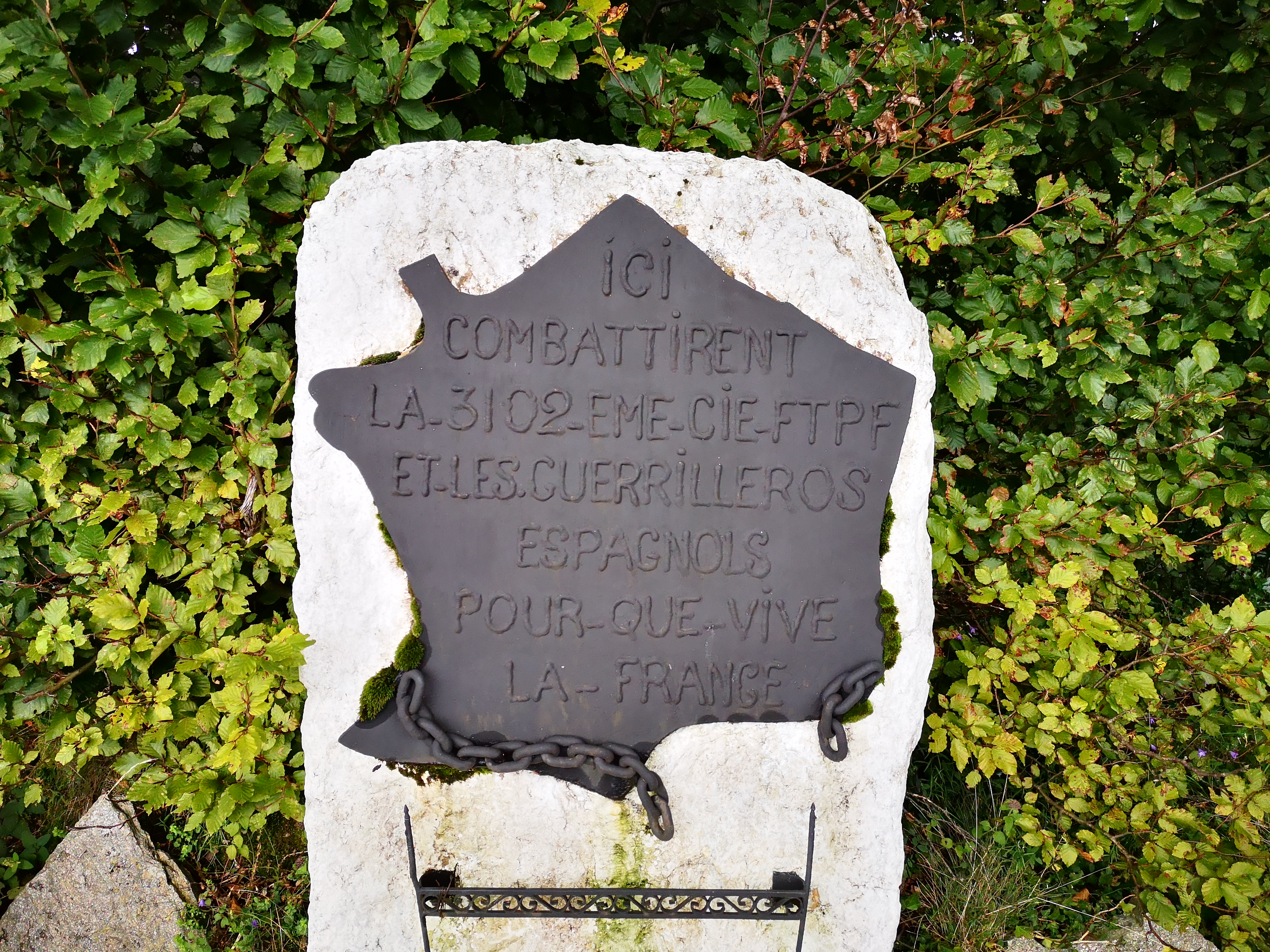
Stèle en hommage aux résistants du maquis de la Crouzette.

Le 21 août 1944, sur le territoire de la commune, une attaque menée par 31 résistants contre une colonne de 2 000 soldats Allemands et Turkestanais en retraite, cause la mort de 17 d'entre eux. En représailles, la localité est entièrement incendiée à l'exception de l'église et onze Rimontais sont fusillés ou victimes de balles perdues,. Au total, 236 bâtiments sont entièrement détruits dont 152 maisons d’habitations sur 169, et 18 bâtiments sont partiellement détruits. Ce sont 95 familles soit 321 personnes qui sont sans abri. La mairie, les écoles, les archives sont anéanties. Les attaques du maquis ariégeois se poursuivent toutefois et aboutissent le 22 août 1944 près de Castelnau-Durban à la capture de la colonne ennemie (les Allemands perdent entre 150 et 300 morts et 1 200 prisonniers voire plus de 1 500 selon d'autres sources).
Le dessinateur et écrivain Ferdinand Bac, petit-neveu illégitime de Napoléon Ier, se réfugia au village durant la guerre. La maison où il résidait fut incendiée et nombre de ses travaux partirent dans les flammes.
Le 19 juin 1950, Eugène Claudius Petit, Ministre de la Reconstruction, inaugure le « village ressuscité » de Rimont.
L'association « Musée pyrénéen de la Résistance et de la Libération » a été constituée en juin 1996 pour la période de 1936 à 1945.
La ligne SNCF de Foix à Saint-Girons sera fermée en 1955. La gare, longtemps en déshérence, sera utilisée par l'association PROMMATA en 1991. Une voie verte valorisera l'ancienne emprise de la voie ferrée en 2010.

## Politique et administration

### Découpage territorial
La commune de Rimont est membre de la communauté de communes Couserans-Pyrénées, un établissement public de coopération intercommunale (EPCI) à fiscalité propre créé le 18 novembre 2016 dont le siège est à Saint-Lizier. Ce dernier est par ailleurs membre d'autres groupements intercommunaux.
Sur le plan administratif, elle est rattachée à l'arrondissement de Saint-Girons, au département de l'Ariège, en tant que circonscription administrative de l'État, et à la région Occitanie.
Sur le plan électoral, elle dépend du canton du Couserans Est pour l'élection des conseillers départementaux, depuis le redécoupage cantonal de 2014 entré en vigueur en 2015, et de la deuxième circonscription de l'Ariège  pour les élections législatives, depuis le redécoupage électoral de 1986.

### Administration municipale
Le nombre d'habitants au recensement de 2017 étant compris entre 500 et 1 499 habitants, le nombre de membres du conseil municipal pour l'élection de 2020 est de quinze,.

### Liste des maires
| Période                                  | Période  | Identité        | Étiquette | Qualité  |
| ---------------------------------------- | -------- | --------------- | --------- | -------- |
|                                          |          | Paul Laffont    | Rad.      | Sénateur |
| 2001                                     | 2014     | Pierre Soula    | PS        |          |
| 2014                                     | En cours | Frédéric Bonnel | SE        | Artisan  |
| Les données manquantes sont à compléter. |          |                 |           |          |

### Jumelage
Corbera d'Ebre (Espagne) (province de Tarragone).

## Population et société

### Démographie
L'évolution du nombre d'habitants est connue à travers les recensements de la population effectués dans la commune depuis 1793. Pour les communes de moins de 10 000 habitants, une enquête de recensement portant sur toute la population est réalisée tous les cinq ans, les populations de référence des années intermédiaires étant quant à elles estimées par interpolation ou extrapolation. Pour la commune, le premier recensement exhaustif entrant dans le cadre du nouveau dispositif a été réalisé en 2004.

En 2022, la commune comptait 542 habitants, en évolution de +2,65 % par rapport à 2016 (Ariège : +1,48 %, France hors Mayotte : +2,11 %).
| 1793  | 1800  | 1806  | 1821  | 1831  | 1836  | 1841  | 1846  | 1851  |
| ----- | ----- | ----- | ----- | ----- | ----- | ----- | ----- | ----- |
| 1 771 | 1 604 | 1 936 | 2 200 | 2 421 | 2 488 | 2 426 | 2 316 | 2 348 |

| 1856  | 1861  | 1866  | 1872  | 1876  | 1881  | 1886  | 1891  | 1896  |
| ----- | ----- | ----- | ----- | ----- | ----- | ----- | ----- | ----- |
| 1 853 | 1 927 | 1 932 | 1 974 | 1 979 | 1 834 | 1 688 | 1 550 | 1 674 |

| 1901  | 1906  | 1911  | 1921 | 1926 | 1931 | 1936 | 1946 | 1954 |
| ----- | ----- | ----- | ---- | ---- | ---- | ---- | ---- | ---- |
| 1 548 | 1 313 | 1 201 | 923  | 829  | 764  | 745  | 641  | 674  |

| 1962 | 1968 | 1975 | 1982 | 1990 | 1999 | 2004 | 2006 | 2009 |
| ---- | ---- | ---- | ---- | ---- | ---- | ---- | ---- | ---- |
| 626  | 554  | 519  | 504  | 513  | 501  | 512  | 502  | 578  |

| 2014 | 2019 | 2022 | - | - | - | - | - | - |
| ---- | ---- | ---- | - | - | - | - | - | - |
| 534  | 529  | 542  | - | - | - | - | - | - |

| selon la population municipale des années : | 1968 | 1975 | 1982 | 1990 | 1999 | 2006 | 2009 | 2013 |
| Rang de la commune dans le département      | 46   | 47   | 63   | 53   | 60   | 65   | 58   | 60   |
| Nombre de communes du département           | 340  | 328  | 330  | 332  | 332  | 332  | 332  | 332  |

### Enseignement
École maternelle et primaire en regroupement pédagogique intercommunal avec Castelnau-Durban avec ferme pédagogique (en cours de réalisation). Rimont fait partie de l'académie de Toulouse.

### Culture et festivités
- « Les Gais Rimontais », groupe musical de bandas dont la notoriété dépasse le cadre communal.
- Association loisirs, art et culture, créée en 2011.
- Chaque année autour du 15 août a lieu la fête du village.

### Activités sportives
- Ferme équestre de Lassalle avec une carrière extérieure.
- Gymnastique volontaire, pétanque, pêche...

### Écologie et recyclage
La déchetterie intercommunale la plus proche se trouve sur la commune voisine de Castelnau-Durban, au lieudit Leychartou (RD 117).

## Économie

### Revenus
En 2018, la commune compte 243 ménages fiscaux, regroupant 519 personnes. La médiane du revenu disponible par unité de consommation est de 18 800 € (19 820 € dans le département).

### Emploi
| Division       | 2008  | 2013   | 2018   |
| -------------- | ----- | ------ | ------ |
| Commune        | 7 %   | 8 %    | 10,4 % |
| Département    | 8,9 % | 11,1 % | 11,2 % |
| France entière | 8,3 % | 10 %   | 10 %   |

En 2018, la population âgée de 15 à 64 ans s'élève à 310 personnes, parmi lesquelles on compte 74,1 % d'actifs (63,8 % ayant un emploi et 10,4 % de chômeurs) et 25,9 % d'inactifs,. En  2018, le taux de chômage communal (au sens du recensement) des 15-64 ans est inférieur à celui du département, mais supérieur à celui de la France, alors qu'en 2008 il était inférieur à celui de la France.
La commune fait partie de la couronne de l'aire d'attraction de Saint-Girons, du fait qu'au moins 15 % des actifs travaillent dans le pôle,. Elle compte 73 emplois en 2018, contre 90 en 2013 et 95 en 2008. Le nombre d'actifs ayant un emploi résidant dans la commune est de 204, soit un indicateur de concentration d'emploi de 35,8 % et un taux d'activité parmi les 15 ans ou plus de 52,8 %.
Sur ces 204 actifs de 15 ans ou plus ayant un emploi, 50 travaillent dans la commune, soit 25 % des habitants. Pour se rendre au travail, 81,9 % des habitants utilisent un véhicule personnel ou de fonction à quatre roues, 3,9 % les transports en commun, 5,4 % s'y rendent en deux-roues, à vélo ou à pied et 8,8 % n'ont pas besoin de transport (travail au domicile).

### Activités hors agriculture
53 établissements sont implantés  à Rimont au 31 décembre 2019. Le tableau ci-dessous en détaille le nombre par secteur d'activité et compare les ratios avec ceux du département,.
| Secteur d'activité                                                                                        | Commune | Commune | Département |
| Secteur d'activité                                                                                        | Nombre  | %       | %           |
| --- | ------- | ------- | ----------- |
| Ensemble                                                                                                  | 53      |         |             |
| Industrie manufacturière, industries extractives et autres                                                | 14      | 26,4 %  | (12,9 %)    |
| Construction                                                                                              | 7       | 13,2 %  | (14,2 %)    |
| Commerce de gros et de détail, transports, hébergement et restauration                                    | 9       | 17 %    | (27,5 %)    |
| Activités financières et d'assurance                                                                      | 2       | 3,8 %   | (2,8 %)     |
| Activités immobilières                                                                                    | 2       | 3,8 %   | (4,2 %)     |
| Activités spécialisées, scientifiques et techniques et activités de services administratifs et de soutien | 4       | 7,5 %   | (13,2 %)    |
| Administration publique, enseignement, santé humaine et action sociale                                    | 11      | 20,8 %  | (14,4 %)    |
| Autres activités de services                                                                              | 4       | 7,5 %   | (8,8 %)     |

Le secteur de l'industrie manufacturière, des industries extractives et autres est prépondérant sur la commune puisqu'il représente 26,4 % du nombre total d'établissements de la commune (14 sur les 53 entreprises implantées  à Rimont), contre 12,9 % au niveau départemental.

#### Artisanat
Boulangerie-pâtisserie au village ; « Le grenier à jambons », restaurant, charcuterie traditionnelle à partir de porcs élevés à la ferme ; artisan distillateur, au village ; sandalerie, ceinturier, arnacheur, aux Grious ; L'Orge folle, brasserie artisanale au village, Biscuiterie ariégeoise ; miels, au Pladellac et à Bastard ; fromages de chèvre fermiers, aux Milles ; légumes biologiques, jus de pomme, vinaigre de cidre, à Micassou ; fruits rouges à Sargoueil ; fleurs, plantes, plants de légumes, au village ; production artisanale de kombucha biologique.. et artisanat du bâtiment, de la menuiserie, de la ferronnerie et de l'automobile.

#### Commerces
« Au bon accueil », café, épicerie, presse, plats à emporter.. au village, agence postale.

#### Technologies appropriées
L'Association de promotion de l'agriculture moderne en traction animale est installée dans l'ancienne gare de Rimont. Elle réalise et promeut des machines de travail du sol performantes pour une utilisation avec des animaux de traits. Créée en 1991 sous le parrainage de Jean Nolle, qui lui a légué trois porte outils et leurs plans de fabrication, PROMMATA a réalisé des interventions complètes dans huit pays d’Afrique, deux d’Europe de l’Est, un au Moyen-Orient et de nombreuses autres plus ponctuelles partout dans le monde.

### Agriculture
La commune fait partie de la petite région agricole dénommée « Région sous-pyrénéenne ». En 2010, l'orientation technico-économique de l'agriculture  sur la commune est l'élevage de bovins, lait, élevage et viande combinés.
|                                   | 1988  | 2000 | 2010 |
| --------------------------------- | ----- | ---- | ---- |
| Exploitations                     | 42    | 26   | 28   |
| Superficie agricole utilisée (ha) | 1 198 | 970  | 829  |

Le nombre d'exploitations agricoles en activité et ayant leur siège dans la commune est passé de 42 lors du recensement agricole de 1988 à 26 en 2000 puis à 28 en 2010, soit une baisse de 33 % en 22 ans. Le même mouvement est observé à l'échelle du département qui a perdu pendant cette période 48 % de ses exploitations. La surface agricole utilisée sur la commune a également diminué, passant de 1 198 ha en 1988 à 829 ha en 2010. Parallèlement la surface agricole utilisée moyenne par exploitation a augmenté, passant de 29 à 30 ha.

## Culture locale et patrimoine

### Lieux et monuments
- Abbaye de Combelongue avec son abbatiale Saint-Laurent.
- Église Notre-Dame-de-l'Assomption de Rimont, datant du XVIIe siècle avec clocher des XIIe et XIIIe siècles. Elle contient cinq tableaux de François et Jean-Antoine Pedoya.
- Moulin à eau de Combelongue, sur le Baup, entièrement restauré.
- Voie verte pédestre, cycliste et équestre empruntant pour l'essentiel l'ancien ballast de la voie ferrée de Foix à Saint-Girons, y compris le tunnel de 829 m situé sur la commune.
- Fontaine de la Bielle.
- Lavoir couvert.

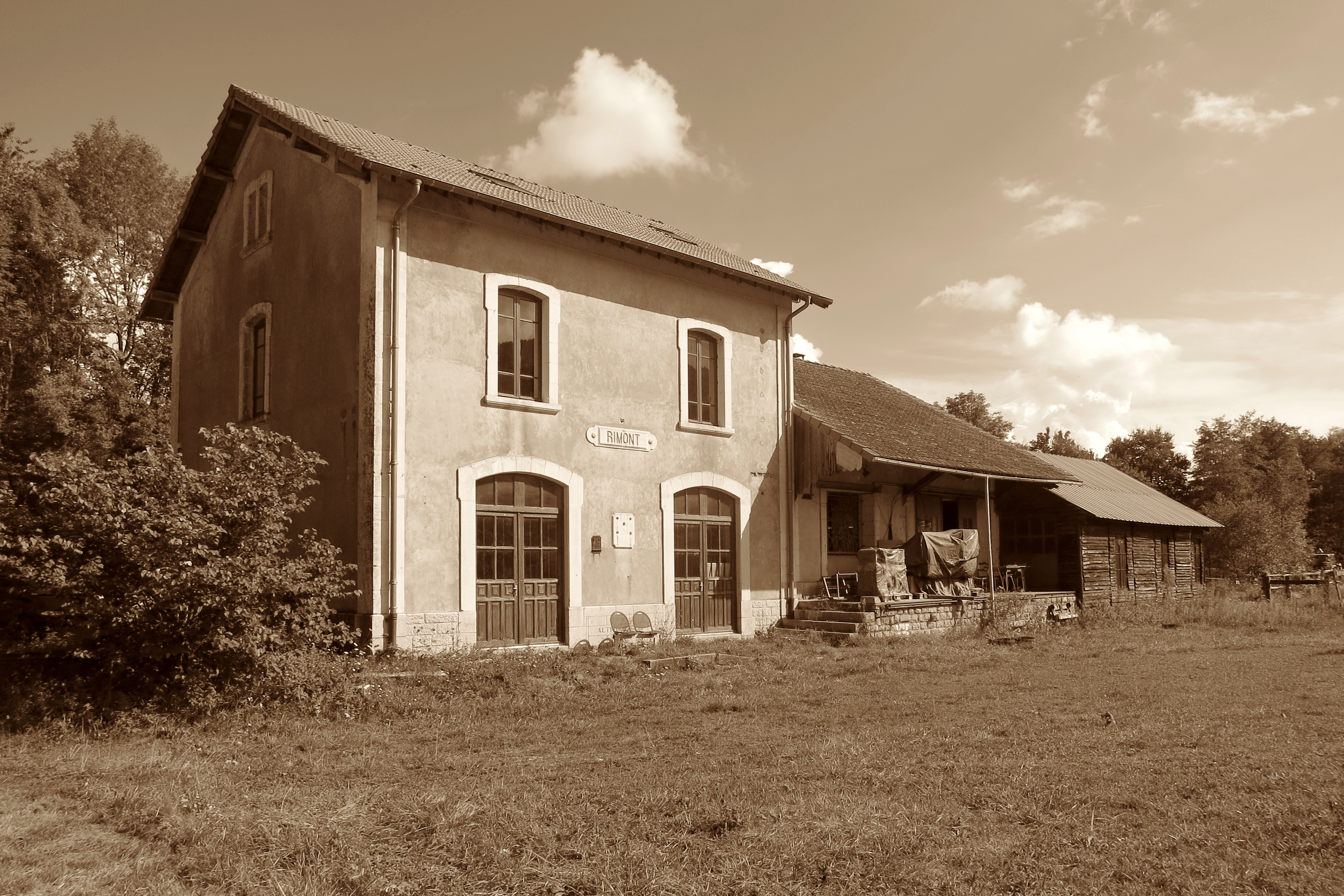
Ancienne gare de Rimont en septembre 2016.
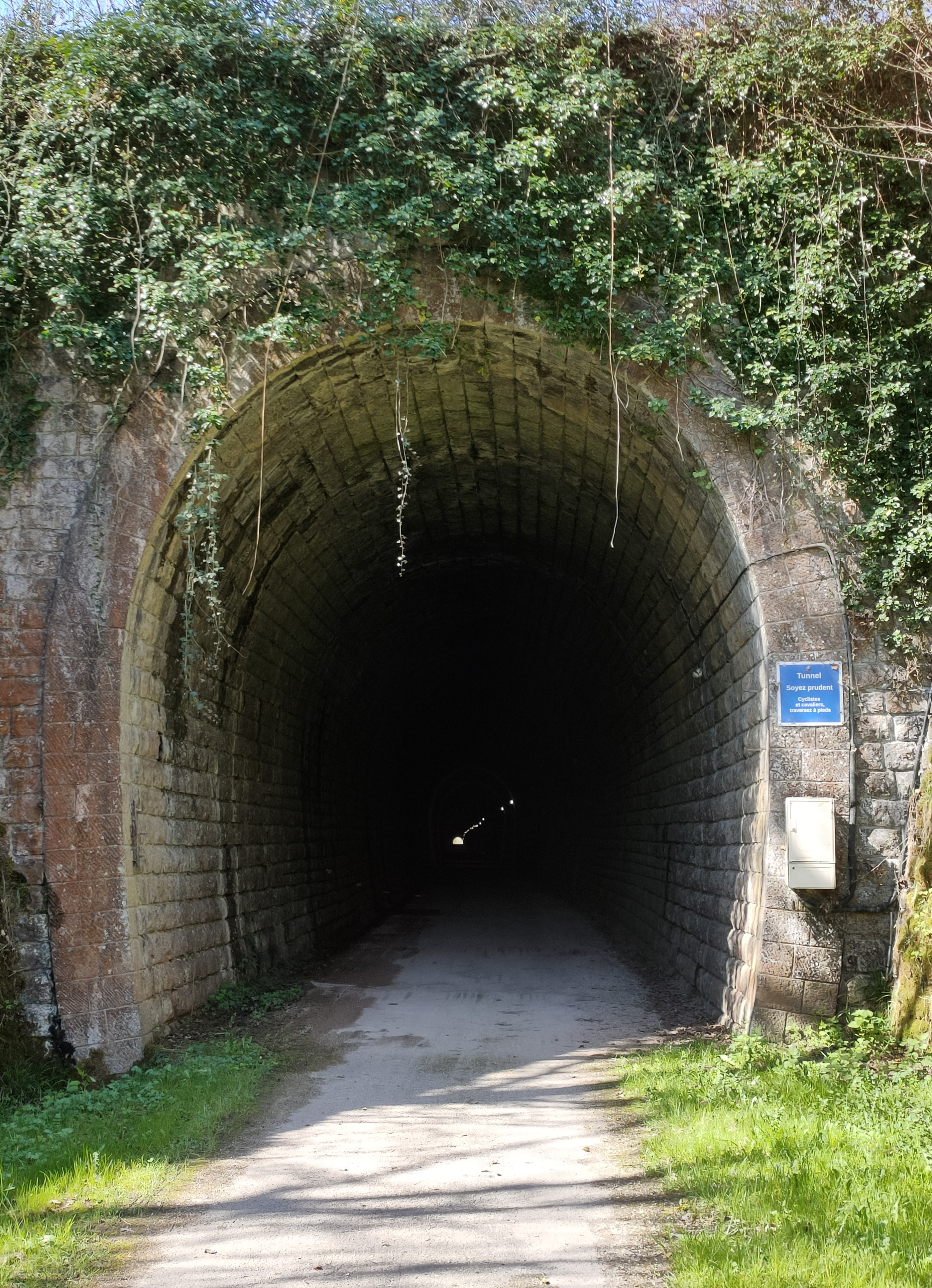
La voie verte emprunte l'ancien tunnel ferroviaire long de 829 m et éclairé au besoin.

### Personnalités liées à la commune
- Paul-Joseph Bordes (1761-1847), député de l'Ariège, né et mort à Rimont.
- Henry Bordeaux (1870-1963), avocat, romancier et essayiste, dont une partie des ascendants sont originaires de Maneyre, hameau de la commune.
- Paul Laffont, né le 25 avril 1885 au Mas-d'Azil (Ariège) et mort assassiné le 13 juillet 1944 à Rimont. Il fut maire de la commune, conseiller général, député et sénateur.
- Gabriel Milési (1947-2021), né à Foix, journaliste et écrivain, d'origine italienne, naturalisé français en 1959, il passe son enfance à Rimont.
- Guillaume De Almeida, né le 2 juillet 1988 à Rimont, coureur cycliste professionnel naturalisé portugais.

### Héraldique
| Blason de Rimont | Blason  | D'or au pin terrassé de sinople et fruité de cinq pièces du champ. |
| Blason de Rimont | Détails | Il s'agit des armes de l'abbaye des Prémontrés à Combelongue, fondée en 1138 par le comte Arnaud de Pallars. Il y sera ajouté une bastide en 1273 qui deviendra Rimont. Le statut officiel du blason reste à déterminer. |

## Pour approfondir